# Final V.U. 1971—1973
| Оценки критиков | Оценки критиков |
| Источник        | Оценка          |
| --------------- | --------------- |
| AllMusic        | [ 1 ]           |

Final V.U. 1971—1973 — бокс-сет The Velvet Underground, состоящий из концертных записей, сделанных после ухода членов-основателей Лу Рида и Стерлинга Мориссона. Был выпущен в августе 2001 года японским лейблом Captain Trip Records.

## Об альбоме
После ухода в августе 1970 года из The Velvet Underground вокалиста, гитариста и главного автора песен Лу Рида, группа продолжила своё существование: Дуг Юл взял на себя лидерство и перешёл на ведущий вокал и гитару, а в качестве бас-гитариста присоединился Уолтер Пауэрс. Этот состав The Velvet Underground, который пока ещё включал в себя последнего оставшегося оригинального участника Стерлинга Моррисона и давнюю барабанщицу Морин Такер, дал 30 концертов в поддержку четвёртого студийного альбома группы, Loaded (1970).
Почти через год после ухода Рида Моррисон также оставил группу; его заменил клавишник из Бостона Уилли Александером. В итоге в группе больше не осталось участников-основателей (несмотря на то, что Такер была в группе ещё задолго до записи дебютного альбома Velvets). Затем они отправились в тур по Великобритании и Нидерландам, по-прежнему продвигая Loaded, релиз которого состоялся в марте 1971 года в Европе. Два выступления этого тура, 5 ноября 1971 в Лондоне и 19 ноября в Амстердаме, были записаны зрителями и представлены на первом и втором диске соответственно. Амстердамский концерт был также записан при помощи микшерского пульта голландской радиостанции VPRO и затем транслировался по FM radio. Несколько номеров из этой трансляции были записаны одним из фанатов и вошли в качестве 11-14 треков на четвёртом диске бокс-сета.
После завершения европейского тура музыканты планировали запись нового студийного альбома в Англии в составе Юл-Александер-Пауэрс-Такер. Однако менеджер группы Стив Сесник отправил Александера, Пауэрса и Такер обратно в Америку, а Юл с помощью сессионных музыкантов записал альбом Squeeze.
Затем Сесник собрал Юлу аккомпанирующий состав, чтобы снова провести тур по Великобритании в поддержку Squeeze. Однако незадолго до начала тура Сесник сложил с себя обязанности менеджера Velvets. Несмотря на это, Юл и группа благополучно справились с концертными выступлениями, после чего закончили тур. Одно из этих выступлений этого тура, проходившего 6 декабря 1972 года была записана одним из зрителей в Уэльском университете в Лампетере и вошла в качестве одного из треков бокс-сета.
Весной 1973 года по настоянию тур-менеджера, Юл и некоторые его друзья отправились в Новую Англию вместе с новой группой, в репертуар которой входили некоторые песни Velvet Underground. Тур-менеджер настаивал, чтобы концерты группы проходили под названием The Velvet Underground, в то время как Юл был против этого. После трёх выступлений Юл уволил менеджера и тур вскоре прекратился. Один из концертов этого тура, проходивший 27 мая 1973 года в Бостоне был записан одним из зрителей и был включён в четвёртый диск бокс-сета.

## Список композиций
Автор всех песен — Лу Рид, за исключением отмеченных.
Диск 1
1. «Chapel of Love» (Барри, Гринвич, Спектор)
2. «I’m Waiting for the Man»
3. «Spare Change» (Александер)
4. «Some Kinda Love»/«Turn On Your Love Light» (Рид/Малон, Скотт)
5. «White Light/White Heat»
6. «Pretty Tree Climber» (Александер)
7. «Rock and Roll»
8. «Back on the Farm» (Александер)
9. «Dopey Joe» (Юл)
10. «Sister Ray»/«Never Going Back to Georgia» (Рид, Кейл, Моррисон, Такер/Александер)
11. «After Hours»

Диск 2
1. «I’m Waiting for the Man»
2. «Spare Change» (Александер)
3. «Some Kinda Love»
4. «White Light/White Heat»
5. «Pretty Tree Climber» (Александер)
6. «What Goes On»
7. «Cool It Down»
8. «Back on the Farm» (Александер)
9. «Oh! Sweet Nuthin'»
10. «Sister Ray»/«Never Going Back to Georgia» (Рид, Кейл, Моррисон, Такер/Александер)
11. «After Hours»
12. «Dopey Joe» (Юл)
13. «Rock and Roll»

Диск 3
1. «I’m Waiting for the Man»
2. «White Light/White Heat»
3. «Some Kinda Love»
4. «Little Jack» (Юл)
5. «Sweet Jane»
6. «Mean Old Man» (Юл)
7. «Run Run Run»
8. «Caroline» (Юл)
9. «Dopey Joe» (Юл)
10. «What Goes On»
11. «Sister Ray»/«Train Round the Bend» (Рид, Кейл, Моррисон, Такер/Александер)
12. «Rock and Roll»
13. «I’m Waiting for the Man»

Диск 4
1. «I’m Waiting for the Man»
2. «Little Jack» (Юл)
3. «White Light/White Heat»
4. «Caroline» (Юл)
5. «Sweet Jane»
6. «Mean Old Man» (Юл)
7. «Who’s That Man» (Юл)
8. «Let It Shine» (Кей [Крижевски])
9. «Mama’s Little Girl» (Юл)
10. «Train Round the Bend»
11. «White Light/White Heat»
12. «What Goes On»
13. «Cool It Down»
14. «Oh! Sweet Nuthin'»

## Участники записи
The Velvet Underground
- Уилли Александер — клавишные, вокал (диск 1, диск 2, диск 4: 11-14)
- Уолтер Пауэрс — бас-гитара, бэк-вокал (диск 1, диск 2, диск 4: 11-14)
- Морин Такер — ударные (диск 1, диск 2, диск 4: 11-14)
- Дуг Юл — вокал, гитара

Дополнительные музыканты
- Джордж Кей (Крижевски) — бас-гитара (диск 3, диск 4: 1-10)
- Марк Носиф — ударные (диск 3)
- Роб Норрис — гитара (диск 3)
- Дон Сильверман (позже стал известен как Нур Хан, после того как отправился в Афганистан в 1975 году) — гитара (диск 4: 1-10)
- Билли Юл — ударные (диск 4: 1-10)